# Gustav Jäger
Gustav Jäger (Bürg (Neuenstadt am Kocher), 23 de junho de 1832 – Stuttgart, 13 de maio de 1917) foi um naturalista e higienista alemão.

## Biografia
Ele nasceu na histórica Pfarrhaus na vila de Bürg, Neuenstadt am Kocher em Württemberg. Depois de estudar medicina em Tübingen, tornou-se professor de zoologia em Viena. Em 1868, foi nomeado professor de zoologia na academia de Hohenheim e, posteriormente, tornou-se professor de zoologia e antropologia na Politécnica de Stuttgart e professor de fisiologia na Escola de Veterinária. Em 1884, ele abandonou o ensino e começou a exercer a profissão de médico em Stuttgart. Ele escreveu vários trabalhos sobre assuntos biológicos, incluindo Die Darwinsche Theorie und ihre Stellung zu Moral und Religion (1869) e Lehrbuch der allgemeinen Zoologie (1871-1878). Jäger foi um dos primeiros a apoiar o darwinismo.
Em 1876, ele sugeriu uma hipótese de explicação da hereditariedade, semelhante à teoria do germoplasma elaborada posteriormente por August Weismann, no sentido de que o protoplasma germinativo retém suas propriedades específicas de geração em geração, dividindo-se em cada reprodução em uma porção ontogenética, a partir de que o indivíduo é constituído, e uma porção filogenética, que é reservada para formar o material reprodutivo da prole madura.
Em Die Entdeckung der Seele ("The Discovery of The Soul", 1878), Jäger apresentou a primeira versão crua do conceito de feromônio. Sua pele postulada, "antropinos", popularmente apelidada de "compostos de luxúria", chegou surpreendentemente perto da realidade, mas a ideia estava muito à frente das possibilidades da química e das ciências da vida naquela época para ser corroborada por experimentos.
O sistema de roupas associado ao seu nome se origina de Die Normalkleidung als Gesundheitsschutz ("Vestuário padronizado para proteção da saúde" (1880)), em que ele defendia o uso de tecidos ásperos, como lã, "perto da pele", objetando especialmente a o uso de qualquer tipo de fibra vegetal. Os ensinamentos de Jäger inspiraram a criação da marca de roupas Jaeger.
A partir da década de 1860, Jäger mergulhou na popularização da ciência por meio da mídia impressa, de associações e da fundação de um aquário público e um pequeno zoológico em Viena. Em 1881, ele fundou sua própria revista dedicada a divulgar sua ideia sobre a reforma da saúde (Prof. Dr. G. Jägers Monatsblatt .

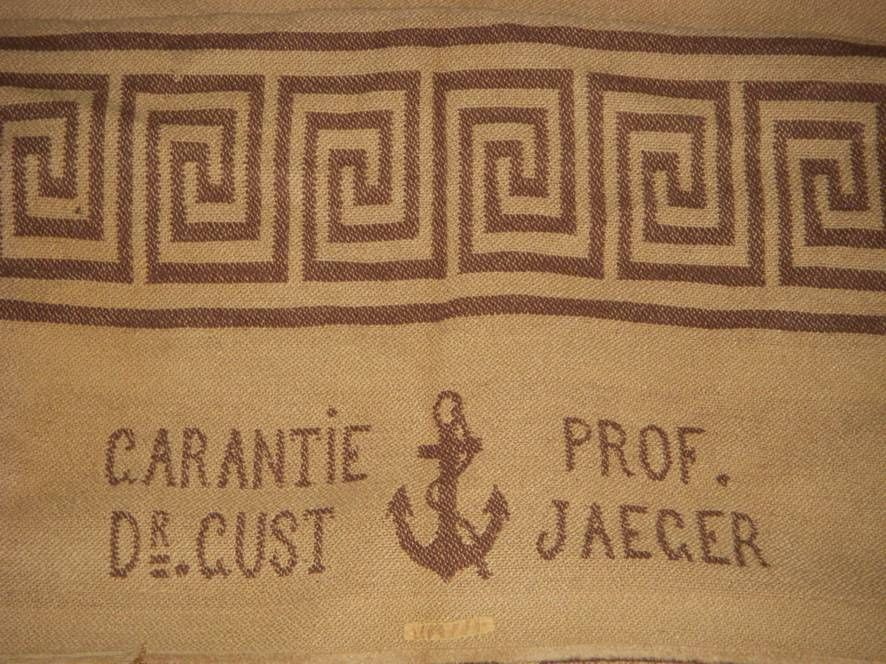
Detalhe de um cobertor de lã áspera por volta de 1890

Ele também era um entomologista muito ativo, especializado em besouros, particularmente Buprestidae e Scarabaeidae. Ele escreveu com Carl Gustav Calwer Käferbuch-Naturgeschichte der Käfer Europas (Livro do besouro: História natural dos besouros da Europa). Este trabalho muito popular foi reimpresso sucessivamente até 1916. Sua coleção de besouros está no Museu de História Natural de Stuttgart.